# 汪聲玲
汪聲玲（?—?），安徽省寧國府旌德縣人，清朝政治人物、進士出身。
光緒二十年（1894年），参加光緒甲午科殿試，登進士二甲67名。同年五月，授内阁中书。